# الأخوان رحباني

عاصي (على اليمين) مع منصور.

الأخوان رحباني هو اسم يختصر اثنين من الإخوة وهما: عاصي رحباني (1923 - 1986) ومنصور رحباني (1925 - 2009) في انطلياس لبنان، والدهما حنا إلياس رحباني. يعتبران من عظماء الموسيقى العربية والعالمية، إضافة إلى كونهما شاعرين من الطراز الفريد، وموزعين موسيقيين بارعين.
لعل أبرز ما قدمه الرحابنة على مستوى الموسيقى يتمثل بالمسرح الغنائي، الذي برعا به لدرجة كبيرة، وكانا هما بحق قادة المسرح الغنائي العربي. وكانت مسرحيتهما الأولى على بعلبك "موسم العز"، من بطولة صباح ووديع الصافي ونصري شمس الدين، ومن بعدها تتالت المسرحيات الغنائية.
كما اشتهرا بالألحان التي غنت جزءاً كبيراً منها السيدة فيروز. وكان لهما فضل كبير في انطلاقة وشهرة الكثير من عمالقة الأغنية العربية واللبنانية أمثال: نصري شمس الدين، غسان صليبا، ملحم بركات، هدى حداد، مروان محفوظ، جوزيف ناصيف، جوزيف عازار، رجا بدر، رونزا، عبدو ياغي وايلي شويري.

## أعمالهما

### المسرحيات الغنائية
| - 1959: المحاكمة - 1960: موسم العز - 1961: البعلبكية - 1962: جسر القمر - 1962: عودة العسكر - 1963: الليل والقنديل - 1964: بياع الخواتم - 1965: دواليب الهوا - 1966: أيام فخر الدين - 1967: هالة والملك | - 1967: الشخص - 1969: جبال الصوان - 1970: يعيش يعيش - 1971: صح النوم - 1972: ناس من ورق - 1972: ناطورة المفاتيح - 1973: المحطة - 1973: قصيدة حب - 1974: لولو - 1975: ميس الريم | - 1977: بترا - 1980: المؤامرة مستمرة - 1982: الربيع السابع |

### الأفلام السينمائية
- 2009-سيلينا
- 1968- بنت الحارس
- 1967- سفر برلك
- 1965- بياع الخواتم
- 1971- عودة حميدو (قصة)

### موسيقى
- نسم علينا الهوا، فيروز (كلمات وألحان)
- في قهوة عالمفرق، فيروز (كلمات وألحان)
- سألتك حبيبي، فيروز (كلمات وألحان)
- لو كان قلبي معي، فيروز (ألحان)
- بعدك على بالي، فيروز (ألحان)
- بحبك ما بعرف، فيروز (ألحان)
- فايق يا هوى، فيروز (كلمات)
- خدني يا حبيبي، فيروز (كلمات وألحان)
- أنا عندي حنين، فيروز (كلمات)
- ضلوا تذكرونا، (كلمات وألحان)
- سمرا يام عيون وساع، فيروز (كلمات وألحان)
- نحنا والقمر جيران، فيروز (كلمات وألحان)
- حبيبي بدو القمر، فيروز (كلمات وألحان)
- يا بياع الخواتم، فيروز (كلمات وألحان)
- بكتب اسمك يا حبيبي، فيروز (كلمات وألحان)
- لا تعتب علي، فيروز (كلمات وألحان)
- أرجعي يا ألف ليلة، فيروز (ألحان)

- سمراء مها (كلمات وألحان)
- يا هموم الحب ( كلمات والحان )

## روابط خارجية
- الأخوان رحباني على موقع ميوزك برينز (الإنجليزية)
- الأخوان رحباني على موقع ديسكوغز (الإنجليزية)

## بيبليوغرافيا
- 2017: الظاهرة الرحبانية.. مسيرة ونهضة، هاشم قاسم، دار بيسان
- 2018: عن جبال في الغيم ؛ مطلات دراسية على إرث الأخوين رحباني وفيروز، أسعد قطان، الدار العربية للعلوم ناشرون
- الأخوان رحباني، نبيل أبو مراد